# کنسوئگرا
کنسوئگرا (به اسپانیایی: Consuegra) یک شهرستان در اسپانیا است که در La Mancha واقع شده‌است.

## خصوصیات
کنسوئگرا ۳۵۸ کیلومترمربع مساحت و ۱۰٬۹۳۲ نفر جمعیت دارد و ۷۰۴ متر بالاتر از سطح دریا واقع شده‌است.